# Тиган
Тиган е плитък домакински съд с плоско дъно, (Налбантова) отворен отгоре, обикновено без капак, който служи за пържене на храна. Формата му е кръгла, като диаметърът му обикновено е от 20 до 30 cm, страничните му стени са леко отворени навън и има дълга дръжка. Изработва се от чугун, неръждаема стомана или алуминий. Дъното може да е изработено от мед, тъй като той е с висока топлопроводимост.
Вътрешността може да има тефлоново или керамично покритие, което позволява храната да не залепва по стените, докато се пържи. В тигана могат да се пържат яйца, зеленчуци, пържоли, кюфтета и риба. За целта се слага малко мазнина (олио или масло), загрява се на котлон или друг нагревателен кухненски уред, след което се прибавя храната, която ще се пържи.